# Presto farà giorno

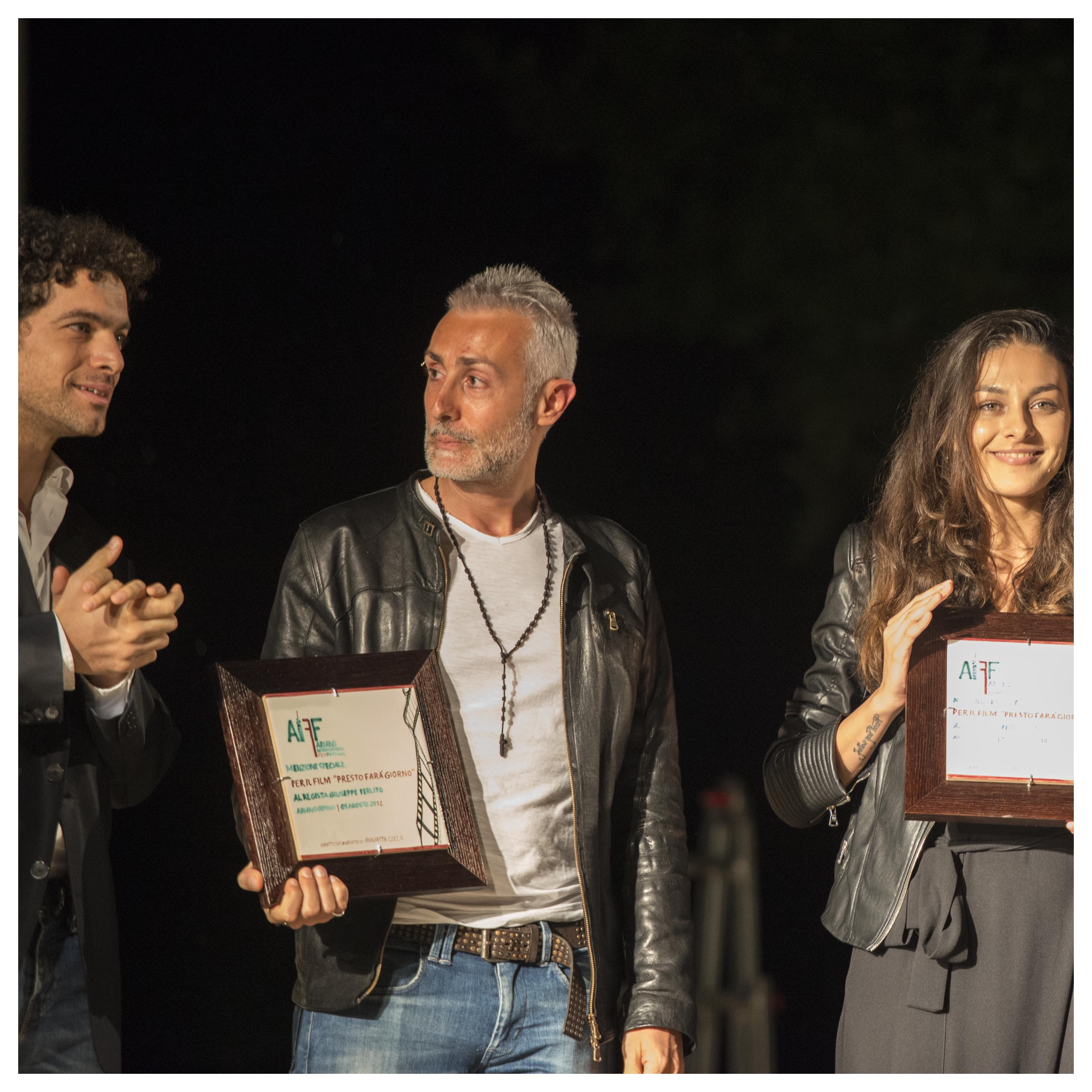
Il regista durante la premiazione all'Ariano Irpino International Film Festival

Presto farà giorno è un film italiano del 2014 scritto e diretto da Giuseppe Ferlito.

## Trama
Il film racconta la storia di tre personaggi, che con le loro fragilità e insicurezze, rincorrono il bisogno di affermare la propria identità. Laura, Loris e Mary tentano di uscire dall'ombra della loro solitudine interiore, ma si affidano a sogni effimeri e conferme illusorie.

## Produzione
Il film è stato prodotto dalla Settima Entertainment in collaborazione con Rai Cinema ed è stato girato interamente a Roma nell'inverno del 2012.
La sceneggiatura è tratta da fatti realmente accaduti durante il periodo universitario del regista.
Il film ha debuttato al cinema Adriano di Roma il 18 marzo del 2014 e il 20 è uscito in Italia distribuito da Mediterranea.
La colonna sonora è composta da musiche originali curate dai musicisti Boosta, Patrick Benifei, Andrea Fumagagli, Matteo Curallo, Claudio Negro e Massimo Calore.

## Premi
Il film ha ottenuto la menzione speciale all'Ariano International Film Festival nel 2014.